# Can Cardús (Tiana)
Can Cardús és una casa eclèctica de Tiana (Maresme) inclosa a l'Inventari del Patrimoni Arquitectònic de Catalunya.

## Descripció
És un edifici civil format per una planta baixa, tres pisos i un terrat d'on sobresurt una torre quadrada a la part posterior. L'edifici s'adapta al fort desnivell del terreny, de manera que l'ampli jardí lateral coincideix amb el primer pis o planta noble de l'edifici. En general es tracta d'una construcció de grans proporcions, sensació que es veu augmentada perquè el nivell del carrer està molt per sota del de la planta baixa. És una construcció important dins del conjunt d'edificacions que formen la plaça de l'Ajuntament.
Destaca el conjunt de les finestres que s'ordenen de major a menor des del primer pi, on hi ha una gran balconada amb una finestra tripartita, i trenca aigües al damunt de totes les obertures. A la part superior sobresurt la galeria de finestres, que, encara que algunes d'elles havien estat tapades, avui tornen a estar totes obertes.